# 二宮車站
二宮車站（日语：／ Ninomiya eki */?）是東日本旅客鐵道（JR東日本）東海道本線鐵路車站，位於日本神奈川縣中郡二宮町二宮，也是二宮町的主要車站。
目前有東京站起迄系統、經新宿站直通高崎線的湘南新宿線、經東京站與上野站直通宇都宮線及高崎線的上野東京線等三個運行系統停靠。2021年3月13日改點起，代替過去Liner的特急「湘南」有部分列車增停本站。
在1906年至1935年之間，二宮車站原本也是私人鐵路業者湘南軌道（創立時原名「湘南馬車鐵道」）與日本國鐵路線之間的交會車站。

## 歴史
- 1902年（明治35年）4月15日：國鐵東海道本線車站開業。。
- 1906年（明治39年）8月1日：連結本站與站秦野站（非現在的秦野站）的湘南馬車鐵道（之後的湘南軌道）開通。
- 1935年（昭和10年）10月9日：湘南軌道停止營業（1937年8月25日廢止）。
- 1945年（昭和20年）8月5日：遭到美軍P-51戰鬥機機槍掃射，5人死亡。
- 1971年（昭和46年）9月25日：貨物處理業務廢止。
- 1972年（昭和47年）3月15日：行李處理業務廢止。
- 1982年（昭和57年）10月：改建為跨站式站房。
- 1987年（昭和62年）4月1日：國鐵分割民營化，本站劃屬東日本旅客鐵道（JR東日本）。
- 1998年（平成10年）3月14日：排班設定兩班本站始發列車[3]。
- 2001年（平成13年）11月18日：IC卡「Suica」啟用。
- 2004年（平成16年）：啟用站內電梯、電扶梯。
- 2016年（平成28年）1月9日：發車音樂改為《朧月夜（日语：朧月夜 (歌曲)）》。

## 車站構造
本站為島式月台1面2線地面車站。過去站房設於下行月台，現在改為跨站式站房。車站設有綠色窗口、指定席售票機、自動驗票閘門。
現為國府津站管理的業務委託站（委託JR東日本車站服務）。
月台大磯側天花板橫樑可見到1945年（昭和20年）8月5日機槍掃射的彈痕。

### 月台配置
| 月台 | 路線     | 方向 | 目的地                                                              |
| ---- | -------- | ---- | ------------------------------------------------------------------- |
| 1    | 東海道線 | 下行 | 小田原、熱海、伊東、沼津方向                                        |
| 2    | 東海道線 | 上行 | 橫濱、品川、東京、上野、澀谷、新宿方向 （上野東京線）（湘南新宿線） |

（來源：JR東日本:車站構內圖（页面存档备份，存于））
1998年3月14日改點後，平日早晨尖峰時刻新設兩班本站始發的上行列車。這是由於國府津車輛中心出庫至國府津站的線路容量不足，因此改成回送至本站進行載客服務。

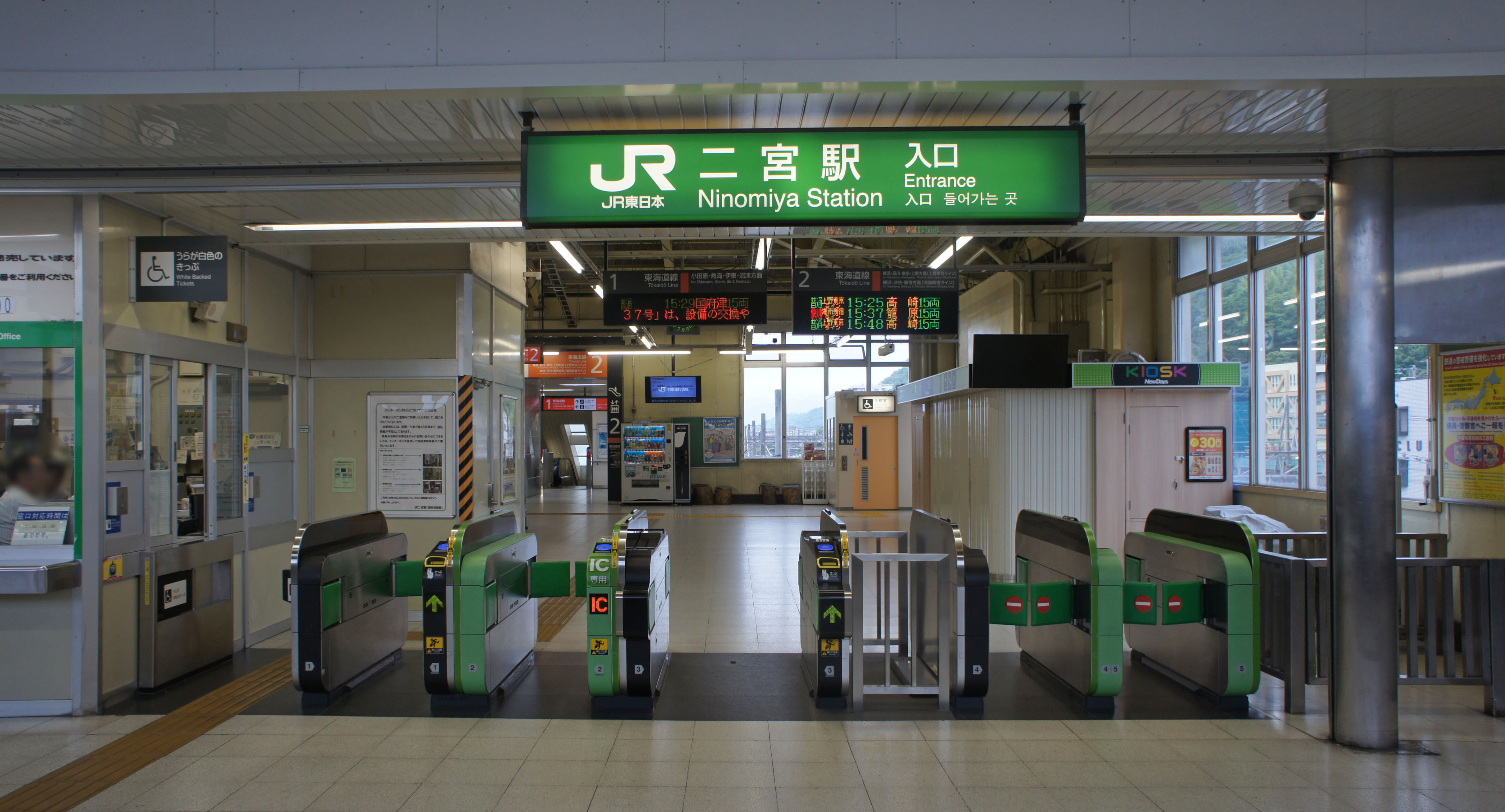
閘口（2019年6月）
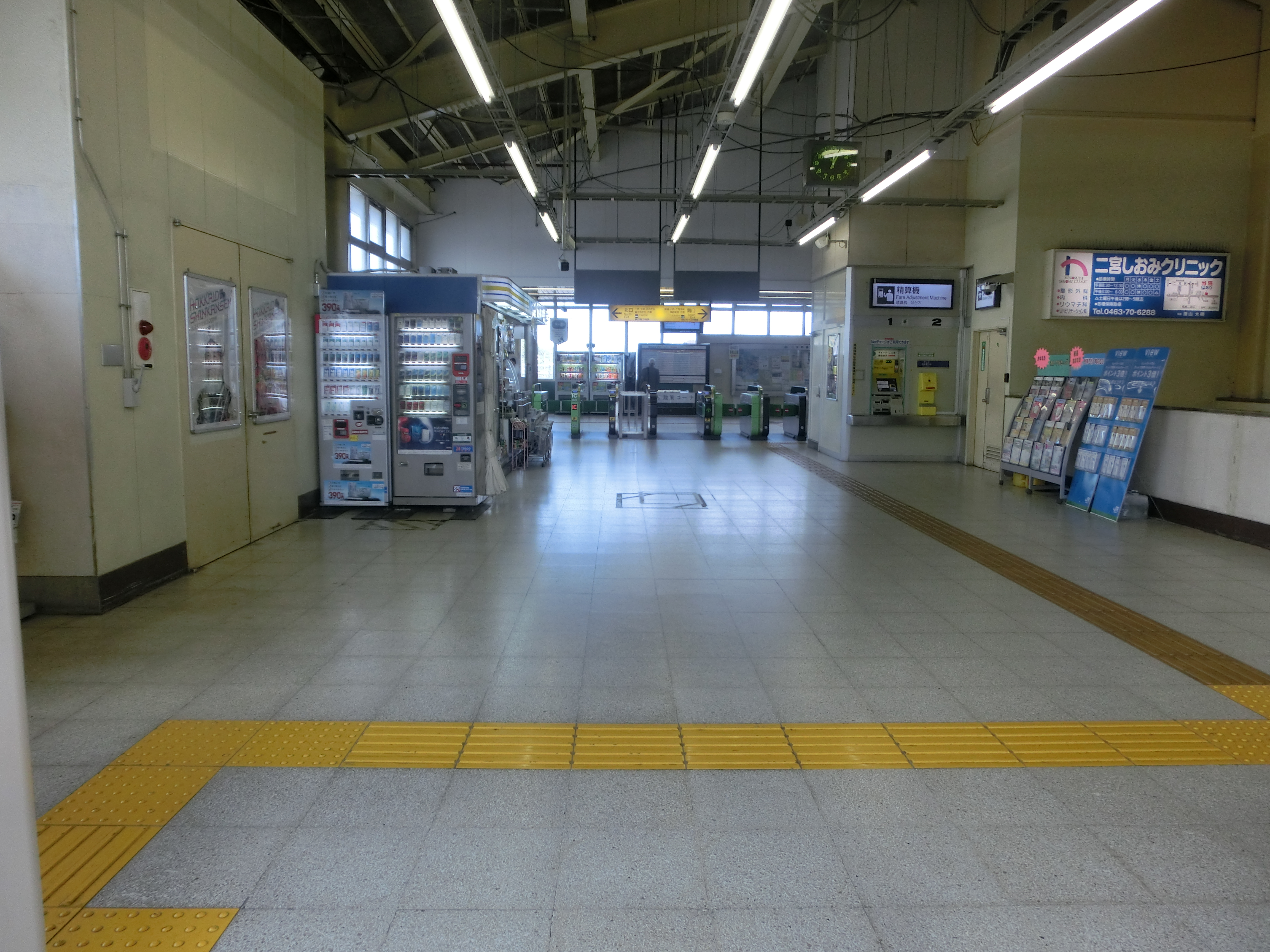
大堂（2016年）
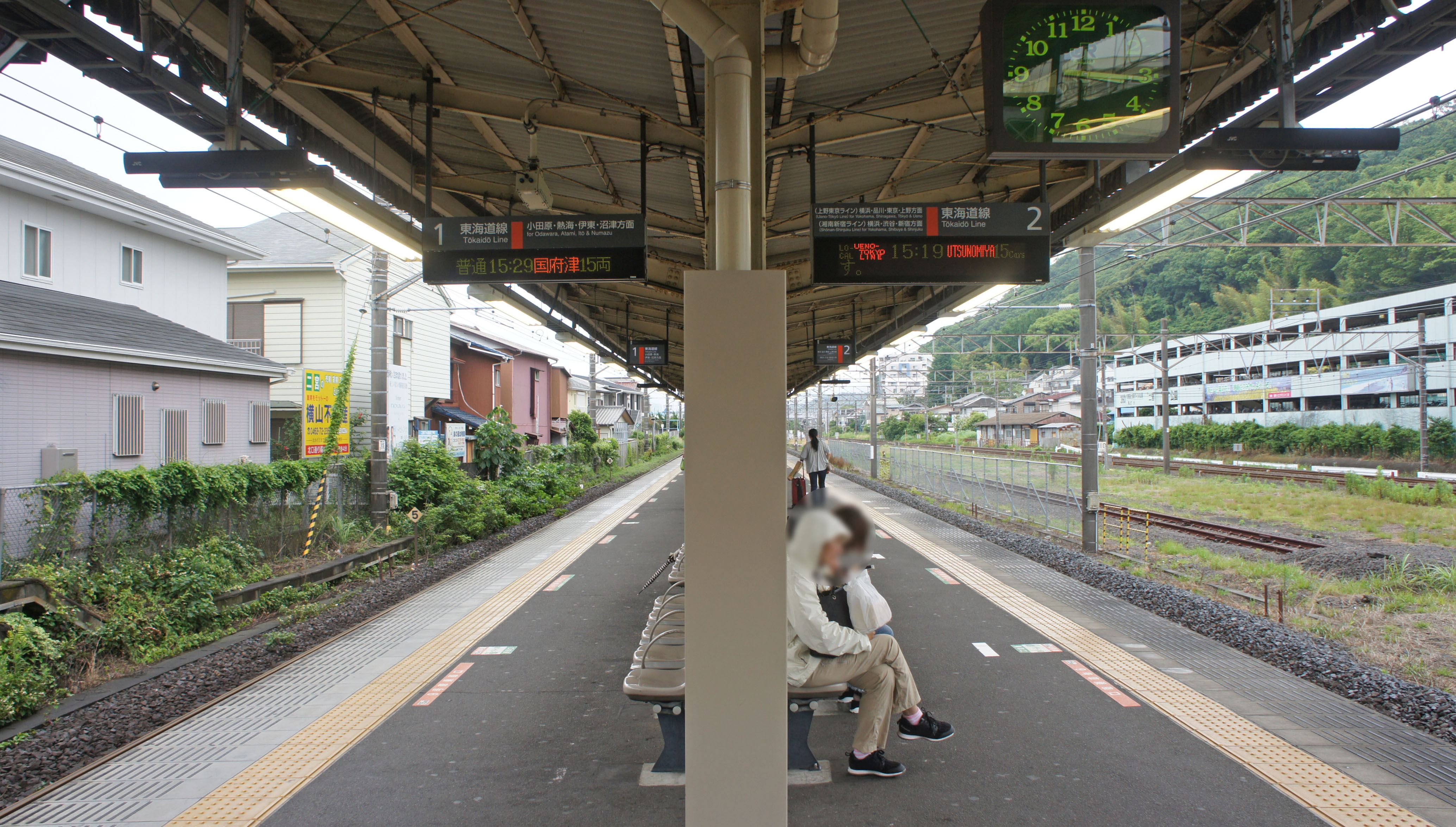
月台（2019年6月）

### 發車音樂
2016年（平成28年）1月9日起，因吾妻山公園綻放的油菜花，選擇《朧月夜》作為發車音樂。最初只限定至同年4月10日，之後覺地繼續實施。
| 1 | JT | 朧月夜A |
| 2 | JT | 朧月夜B |

## 利用狀況
2019年（令和元年）度1日平均上車人次為13,165人。
近年的推移如下表。
| 年度               | 1日平均 上車人次 | 來源       |
| ------------------ | ---------------- | ---------- |
| 1995年（平成07年） | 16,725           | [ 統計 2 ] |
| 1998年（平成10年） | 16,121           | [ * 1 ]    |
| 1999年（平成11年） | 15,731           | [ * 2 ]    |
| 2000年（平成12年） | 15,401           | [ * 2 ]    |
| 2001年（平成13年） | 15,173           | [ * 3 ]    |
| 2002年（平成14年） | 14,802           | [ * 4 ]    |
| 2003年（平成15年） | 14,753           | [ * 5 ]    |
| 2004年（平成16年） | 14,577           | [ * 6 ]    |
| 2005年（平成17年） | 14,502           | [ * 7 ]    |
| 2006年（平成18年） | 14,509           | [ * 8 ]    |
| 2007年（平成19年） | 14,545           | [ * 9 ]    |
| 2008年（平成20年） | 14,503           | [ * 10 ]   |
| 2009年（平成21年） | 14,337           | [ * 11 ]   |
| 2010年（平成22年） | 14,042           | [ * 12 ]   |
| 2011年（平成23年） | 13,861           | [ * 13 ]   |
| 2012年（平成24年） | 13,927           | [ * 14 ]   |
| 2013年（平成25年） | 14,102           | [ * 15 ]   |
| 2014年（平成26年） | 13,696           | [ * 16 ]   |
| 2015年（平成27年） | 13,712           | [ * 17 ]   |
| 2016年（平成28年） | 13,723           | [ * 18 ]   |
| 2017年（平成29年） | 13,563           |            |
| 2018年（平成30年） | 13,464           |            |
| 2019年（令和元年） | 13,165           |            |

## 車站周邊

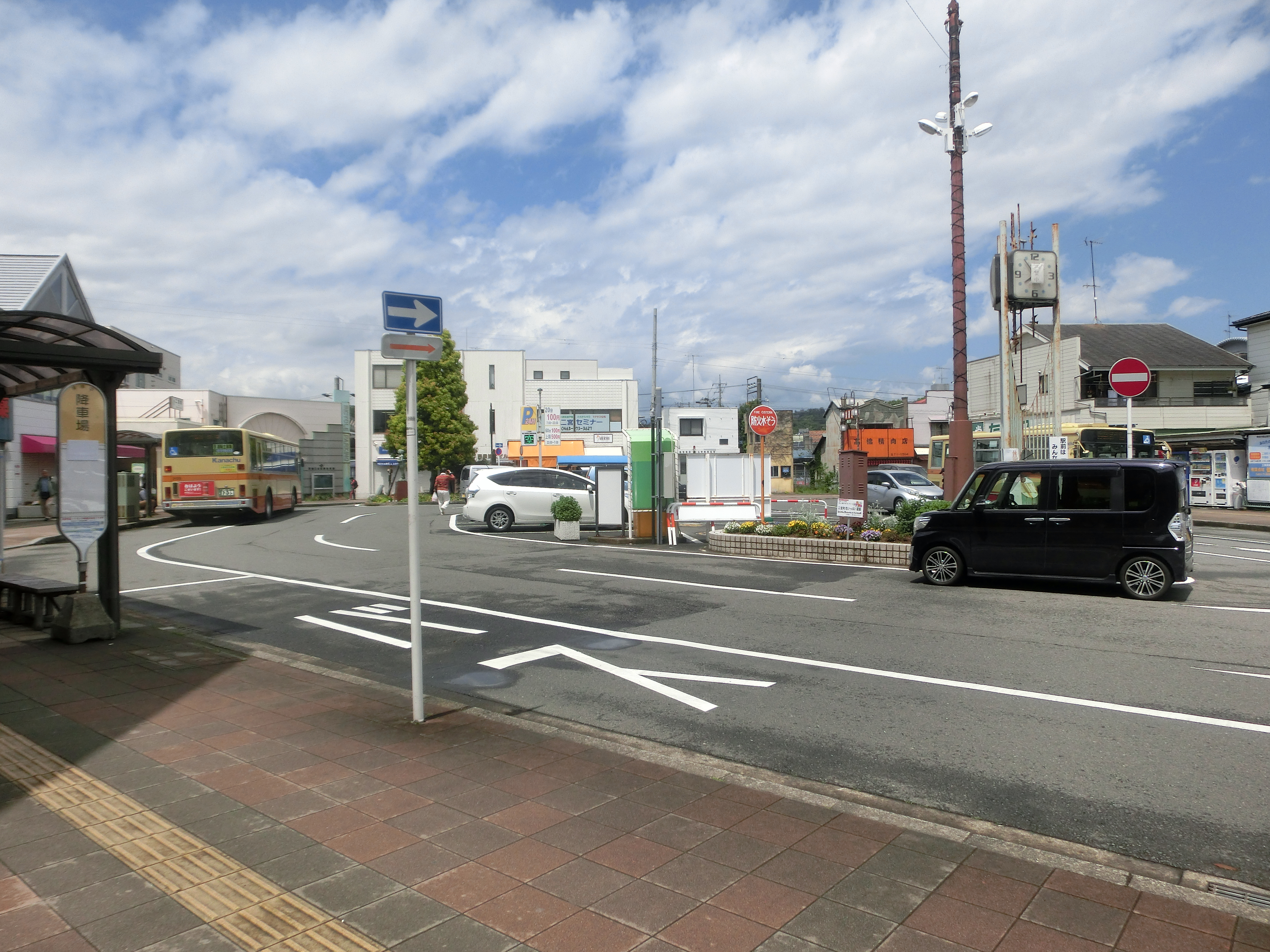
南口圓環（2016年）

從北口階梯往下步行3分鐘左右可至吾妻山。
南口站前有玻璃兔少女銅像。
- 二宮町役場
- 大磯警察署（日语：大磯警察署）二宮站前交番
- 二宮町圖書館
- 橫濱地方法務局西湘二宮支局
- 國道1號
- 神奈川縣立二宮高等學校（日语：神奈川県立二宮高等学校）
- 二宮町立二宮小學校
- 二宮町立二宮中學校
- 二宮袖浦海水浴場
- 西湘繞道（日语：西湘バイパス）西湘二宮交流道

## 巴士路線

### 北口（二宮站北口）
| 乘車處         | 系統   | 主要行經地            | 目的地           | 運行業者         | 備註                    |
| -------------- | ------ | --------------------- | ---------------- | ---------------- | ----------------------- |
| 1              | 二33   | 外方向                | 團地中央         | 神奈川中央交通西 | 僅早晨傍晚夜間          |
| 1              | 二35   | 北循環                | 二宮團地         | 神奈川中央交通西 | 僅白天                  |
| 1              | 二36   | 南循環                | 二宮團地         | 神奈川中央交通西 | 僅白天                  |
| 1              | 二38   | 中里                  | 橘團地           | 神奈川中央交通西 |                         |
| 1              | 二46   | 中里、橘團地          | 國府津站         | 神奈川中央交通西 |                         |
| 1              | 二48   | 中里、橘Town Center前 | 國府津站         | 神奈川中央交通西 |                         |
| 1              | 秦60   | 下井之口、西大竹      | 秦野站南口       | 神奈川中央交通西 | 僅週六日1-2班行經片町通 |
| 1              | 秦63   | 四谷、下井之口、南丘  | 秦野站南口       | 神奈川中央交通西 | 僅夜間 有深夜巴士       |
| 1              | 秦91   | 下井之口、南丘        | 秦野站南口       | 神奈川中央交通西 |                         |
| 2              | 二37   | 湘南綠丘              | 綠丘循環         | 神奈川中央交通西 | 僅早晨夜間              |
| 2              | 二34   | 團地中央、湘南綠丘    | 綠丘循環         | 神奈川中央交通西 | 僅白天                  |
| 2              | 二45   | 二宮高校前            | 綠丘二丁目       | 神奈川中央交通西 | 1日僅2-3班              |
| 2              | 二44   | 二宮高校前、團地中央  | 綠丘二丁目       | 神奈川中央交通西 | 1日僅2班                |
| 2              | 秦70   | 新道                  | 急行 秦野站南口  | 神奈川中央交通西 | 僅平日早晨傍晚          |
| 3              | 二02   | 恒道園前、虫窪        | 東海大學大磯醫院 | 神奈川中央交通西 | 僅平日1班               |
| 3              | 二03   | 恒道園前、虫窪        | 大磯運動公園前   | 神奈川中央交通西 | 僅平日1班               |
| 3              | 磯01   | 恒道園前、虫窪        | 大磯站           | 神奈川中央交通西 | 僅平日3班               |
| 3              | 二41   | 釜野                  | 橘團地           | 神奈川中央交通西 | 平日白天停駛            |
| 3              | 二47   | 釜野、橘團地          | 國府津站         | 神奈川中央交通西 |                         |
| 3              | 二49   | 釜野、Techno Park中央 | 國府津站         | 神奈川中央交通西 |                         |
| 3              | 磯14   | 大磯住宅              | 大磯站           | 神奈川中央交通西 |                         |
| 社區巴士乘車處 |        | 右循環                | 二宮站北口       | 二宮町社區巴士   | 僅平日4班               |
| 社區巴士乘車處 | 左循環 |                       | 二宮站北口       | 二宮町社區巴士   | 僅平日4班               |
| 社區巴士乘車處 |        |                       | 團地中央         | 二宮町社區巴士   | 僅平日1班               |

### 南口（二宮站南口）
| 乘車處 | 系統 | 主要行經地       | 目的地         | 運行業者         | 備註          |
| ------ | ---- | ---------------- | -------------- | ---------------- | ------------- |
| 1      | 二30 | 押切、鐘藪       | 中井町役場入口 | 神奈川中央交通西 |               |
| 1      | 二32 | Techno Park      | 中井町役場入口 | 神奈川中央交通西 | 僅平日早晨7班 |
| 1      | 平44 | 國府津站         | 小田原站       | 神奈川中央交通西 | 僅週六1班     |
| 2      | 二05 | 生澤             | 松岩寺         | 神奈川中央交通西 | 僅平日3班     |
| 2      | 平32 | 中澤橋、國府新宿 | 平塚站北口     | 神奈川中央交通西 |               |
| 2      | 平36 | 山下             | 平塚站北口     | 神奈川中央交通西 | 1日僅2-3班    |
| 3      | 平45 | 細石             | 平塚站北口     | 神奈川中央交通西 | 僅週六1班     |
| 3      | 平46 | 細石             | 平塚站北口     | 神奈川中央交通西 |               |
| 3      | 平47 | 大磯站           | 平塚站北口     | 神奈川中央交通西 |               |

## 相鄰車站
東日本旅客鐵道
 東海道線
- 特急「湘南」部分停車站

■快速「ACTY」（東京方向起訖）、■特別快速（經湘南新宿線）
通過
■普通（東京方向起訖）、■快速（經湘南新宿線，下行列車自戶塚站起為普通列車）
大磯（JT 12）－二宮（JT 13）－國府津（JT 14）

### 使用情況
JR東日本統計資料
1. ↑  統計情報 （页面存档备份，存于） - 二宮町
2. ↑  線区別駅別乗車人員（1日平均）の推移 （页面存档备份，存于） - 17ページ

JR東日本2000年度以後上車人次
1. ↑  各駅の乗車人員（2000年度） （页面存档备份，存于） - JR東日本
2. ↑  各駅の乗車人員（2001年度） （页面存档备份，存于） - JR東日本
3. ↑  各駅の乗車人員（2002年度） （页面存档备份，存于） - JR東日本
4. ↑  各駅の乗車人員（2003年度） （页面存档备份，存于） - JR東日本
5. ↑  各駅の乗車人員（2004年度） （页面存档备份，存于） - JR東日本
6. ↑  各駅の乗車人員（2005年度） （页面存档备份，存于） - JR東日本
7. ↑  各駅の乗車人員（2006年度） （页面存档备份，存于） - JR東日本
8. ↑  各駅の乗車人員（2007年度） （页面存档备份，存于） - JR東日本
9. ↑  各駅の乗車人員（2008年度） （页面存档备份，存于） - JR東日本
10. ↑  各駅の乗車人員（2009年度） （页面存档备份，存于） - JR東日本
11. ↑  各駅の乗車人員（2010年度） （页面存档备份，存于） - JR東日本
12. ↑  各駅の乗車人員（2011年度） （页面存档备份，存于） - JR東日本
13. ↑  各駅の乗車人員（2012年度） （页面存档备份，存于） - JR東日本
14. ↑  各駅の乗車人員（2013年度） （页面存档备份，存于） - JR東日本
15. ↑  各駅の乗車人員（2014年度） （页面存档备份，存于） - JR東日本
16. ↑  各駅の乗車人員（2015年度） （页面存档备份，存于） - JR東日本
17. ↑  各駅の乗車人員（2016年度） （页面存档备份，存于） - JR東日本
18. ↑  各駅の乗車人員（2017年度） （页面存档备份，存于） - JR東日本
19. ↑  各駅の乗車人員（2018年度） （页面存档备份，存于） - JR東日本
20. ↑  各駅の乗車人員（2019年度） （页面存档备份，存于） - JR東日本

神奈川縣縣勢要覽
1. ↑  平成12年 - 220ページ
2. 1 2  平成13年PDF - 222ページ
3. ↑  平成14年PDF - 220ページ
4. ↑  平成15年PDF - 220ページ
5. ↑  平成16年PDF - 220ページ
6. ↑  平成17年PDF - 222ページ
7. ↑  平成18年PDF - 222ページ
8. ↑  平成19年PDF - 224ページ
9. ↑  平成20年PDF - 228ページ
10. ↑  平成21年PDF - 238ページ
11. ↑  平成22年PDF - 236ページ
12. ↑  平成23年PDF - 236ページ
13. ↑  平成24年PDF - 232ページ
14. ↑  平成25年PDF - 234ページ
15. ↑  平成26年PDF - 236ページ
16. ↑  平成27年PDF - 236ページ
17. ↑  平成28年PDF - 244ページ
18. ↑  平成29年PDF - 236ページ

## 外部連結
- 車站資訊（二宮）：東日本旅客鐵道